# Astra Constable II
La Constable II è l'aggiornamento dell'inizio degli anni ottanta della Astra Mod. 5000 Constable, una pistola semiautomatica da difesa personale, di disegno simile a quello della Walther PPK, apparsa nel 1969. La Constable II, dal 1986 disponibile anche in versione Constable II Inox, riprende totalmente la linea della Mod. 5000, con diversificazioni minime relative a pochi particolari esterni e alcune maggiori alla meccanica interna, volte non a migliorare la qualità del prodotto, ma esclusivamente il ciclo di lavorazione e il processo produttivo.

## L'arma
La Constable II è disponibile sia in calibro 7,65 mm Browning sia in calibro 9 mm Corto e, pur essendo interamente costruita in acciaio al carbonio o in acciaio inox, data la compattezza della forma e le ridotte dimensioni, ha un peso di soli 650 g con caricatore vuoto. La forma ereditata dalla PPK è stata affinata nel raccordo tra il ponticello del grilletto e le parti anteriori di fusto e carrello in modo da dar vita, con il disegno dell'elsa, accentuata ma non troppo sottile, la cresta del cane ad anello e i congegni di mira particolarmente lisci e sfuggenti, a un'arma dall'ottima portabilità e facilità di estrazione anche da sotto gli abiti. L'impugnatura ha la parte anteriore diritta mentre il disegno di quella posteriore è molto arcuato; la presa è garantita anche dalle guancette semiavvolgenti in plastica nera, interamente zigrinate. Il grilletto è largo, con la presenza di uno svaso all'impugnatura appena sopra il bottone di sgancio del caricatore, collocato all'attacco del ponticello. I congegni di mira sono costituiti da un mirino fisso a sezione quadrata e con disegno a doppia mezzaluna, e da una tacca di mira regolabile in derivazione tramite una vite posta sul lato destro. La canna, lunga 89 mm e fissata al castello nell'apposita sede, fa anche da guidamolla per la molla di recupero e presenta sei rigature destrorse. Esternamente molto liscia, la Constable II presenta sui due lati del fusto, all'interno del ponticello, il blocchetto di smontaggio; il pulsante di svincolo del carrello è solo sul lato sinistro e la leva della sicura manuale si trova nella parte terminale del carrello, sullo stesso lato, all'interno della parte fresata di presa. Il caricatore, di tipo prismatico, monofilare, amovibile, contiene 8 cartucce per l'arma in calibro 7,65 mm e 7 per quella in calibro 9 mm Corto.

## La meccanica
La Constable II è una pistola con chiusura a massa, sistema di scatto ad azione singola e doppia a congegno di percussione indiretto a mezzo cane esterno su percussore a lancio inerziale. Rispetto alla Mod. 5000 il dispositivo di sicura manuale è di maggiori dimensioni ed è passante da una parte all'altra del carrello ma non è reversibile. L'estrattore ha l'unghia più robusta, è scomparsa la rampa di alimentazione della canna, sostituita da una svasatura della camera di cartuccia, e qualche modifica è stata apportata anche al caricatore. La finitura per le armi in acciaio al carbonio è una brunitura opaca, mentre per quelle in acciaio inox è spazzolata e sabbiata con la sola eccezione della tacca di mira che è brunita. L'arma dispone di una sottile bindella su tutto il carrello che unisce i congegni di mira e ha finitura antiriflesso.